# Kai-Fu Lee

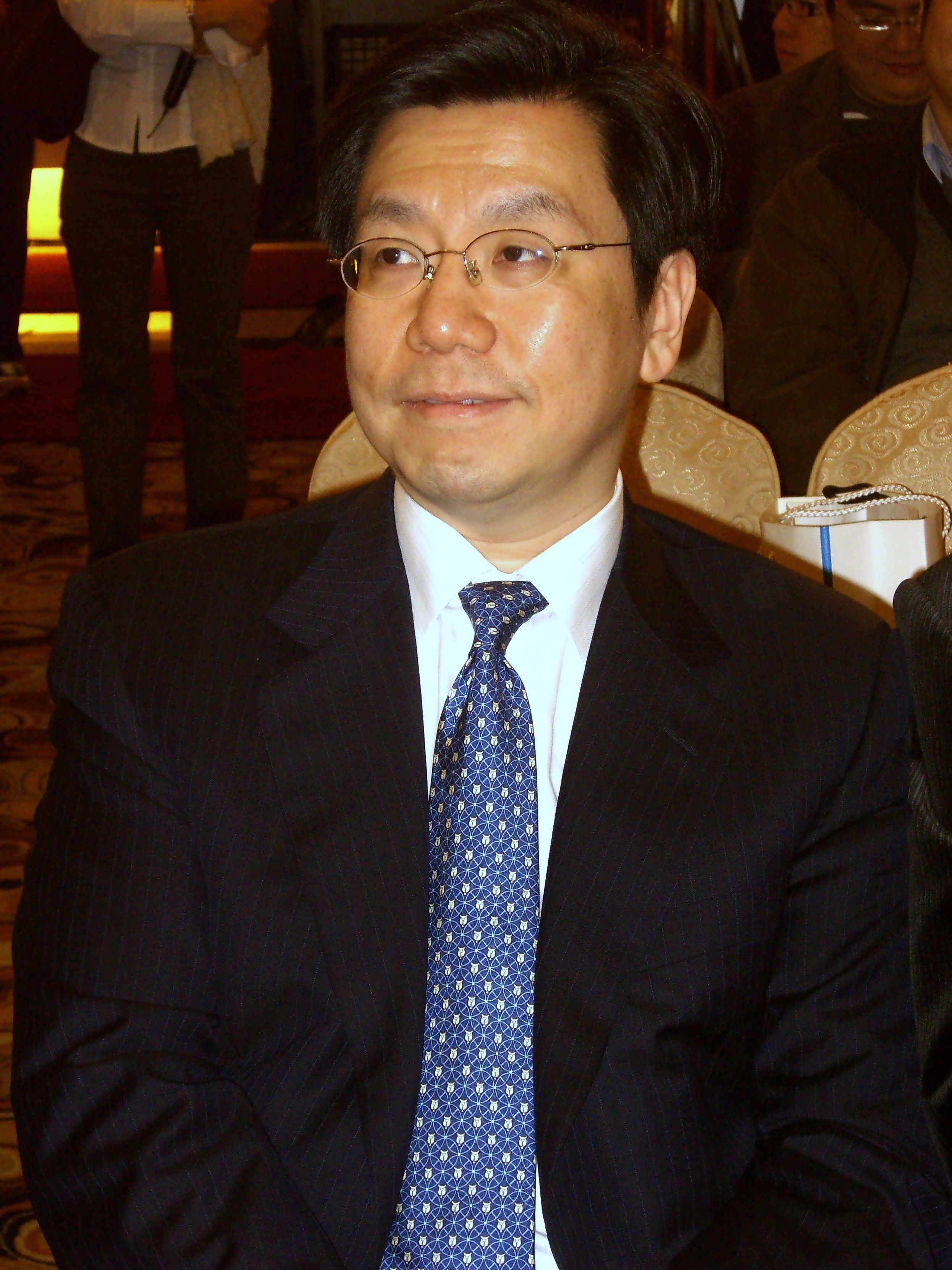
Kai-Fu Lee (2007)

Kai-Fu Lee (chinesisch 李開復 / 李开复, Pinyin Lǐ Kāifù; * 3. Dezember 1961 im Landkreis Taipeh) ist ein taiwanischer Informatiker, Unternehmer, Investor und Autor. Er arbeitete für Unternehmen wie Apple, Microsoft und Google, bevor er später in China seinen eigenen Wagniskapitalfonds gründete. Lee gehört zu den weltweit führenden Forschern im Bereich der künstlichen Intelligenz und wurde 2013 in die Time 100-Liste aufgenommen.

## Laufbahn
Lee wurde in Taiwan als Sohn von Li Tianmin, einem ursprünglich aus Sichuan stammenden Historiker, geboren. Sein Vater hatte Chengdu im Legislativ-Yuan der Republik China vertreten und musste nach dem Sieg der Kommunisten im chinesischen Bürgerkrieg nach Taiwan übersiedeln.
1973 wanderte Lee in die Vereinigten Staaten ein und besuchte die Oak Ridge High School in Oak Ridge in Tennessee. Er erwarb 1983 an der Columbia University einen Bachelor of Science, summa cum laude, mit dem Hauptfach Informatik. Während seiner Studienzeit entwickelte er 1986 gemeinsam mit Sanjoy Mahajan das selbstlernende System für das Spielen des Brettspiels Othello, das 1989 das nationale US-Turnier für Computerspieler gewann. 1988 promovierte er an der Carnegie Mellon in Informatik mit der Doktorarbeit Automatic Speech Recognition: The Development of the Sphinx Recognition System.
Nach zwei Jahren als Fakultätsmitglied an der Carnegie Mellon University wechselte Lee 1990 zu Apple Computer als leitender Forschungswissenschaftler, wo er u. a. an der Entwicklung des Spracherkennungssystems PlainTalk für Apples Computer beteiligt war.
Lee wechselte 1996 zu Silicon Graphics, wo er ein Jahr lang als Vizepräsident der Abteilung für Webprodukte und ein weiteres Jahr als Präsident der Multimedia-Softwareabteilung Cosmo Software tätig war.
1998 wechselte Lee zu Microsoft und ging nach Peking, wo er eine Schlüsselrolle beim Aufbau der dortigen Microsoft Research (MSR)-Abteilung spielte. MSR China wurde später als Microsoft Research Asia bekannt und hat den Ruf eines der besten Informatik-Forschungslabors der Welt zu sein. Lee kehrte im Jahr 2000 in die Vereinigten Staaten zurück und wurde von 2000 bis 2005 zum Corporate Vice President der Abteilung für interaktive Dienste bei Microsoft befördert.
2005 wurde Lee von Google abgeworben. Das Suchmaschinenunternehmen zahlte ihm dafür insgesamt 14 Millionen US-Dollar, ein Paket, das intern bei Google als „beispiellos“ bezeichnet wurde. Durch die Abwerbung von Lee und kam es zu einem Rechtsstreit zwischen Google und Microsoft, der nach fünf Monaten durch einen außergerichtlichen Vergleich beigelegt werden konnte.
Bei Google arbeitete Lee für die Unternehmenstochter Google China und war an der Einführung der chinesischen Version von Google beteiligt, die jedoch 2009 von der chinesischen Regierung zensiert wurde, obwohl sie sich an die lokalen Gesetze hielt. Am 4. September 2009 verließ Kai-Fu Lee nach vier Jahren an der Spitze von Google China unerwartet das Unternehmen.
Lee blieb in China und gründete am 7. September 2009 seinen eigenen Risikokapitalfonds Innovation Works (später in Sinovation Ventures) umbenannt. Zu den Investoren gehörte u. a. YouTube-Mitbegründer Steve Chen. 2018 erreichte der Fonds ein Volumen von zwei Milliarden US-Dollar.
Im März 2023 gründete Lee 01.AI, ein Start-up für künstliche Intelligenz, das sich auf die Erstellung großer Sprachmodelle (LLMs) für den chinesischen Markt konzentriert. Im November 2023 veröffentlichte das Unternehmen sein erstes LLM namens Yi-34B.

## Positionen
Lee kritisierte Aspekte der Internetzensur in der Volksrepublik China, weshalb sein Profil auf Sina Weibo mit über 30 Millionen Followern 2013 für drei Tage gesperrt wurde. Er war auch ein lautstarker Kritiker der Sperrung von GitHub durch die Regierung, die seiner Meinung nach der Wettbewerbsfähigkeit Chinas abträglich ist.
In seinem 2018 erschienenen Buch AI Superpowers: China, Silicon Valley, and the New World Order beschreibt Lee, wie sich China rasch zum weltweiten Marktführer im Bereich der künstlichen Intelligenz (KI) entwickelt und die Vereinigten Staaten aufgrund seiner großen Bevölkerung und der Anhäufung riesiger Datensätze möglicherweise überholt.
In einem Interview vom 28. September 2018 in der Sendung PBS Amanpour äußerte er die Ansicht, dass KI trotz all ihrer Fähigkeiten niemals zu Kreativität oder Empathie fähig sein werde.

## Werke
- Kai-Fu Lee: AI Superpowers: China, Silicon Valley, and the New World Order. Houghton Mifflin Harcourt, 2018, ISBN 978-1-328-54639-5.
- Kai-Fu Lee, Chen Qiufan: AI 2041: Ten Visions for Our Future. Crown, 2021, ISBN 978-0-593-23830-1.